# Галифе

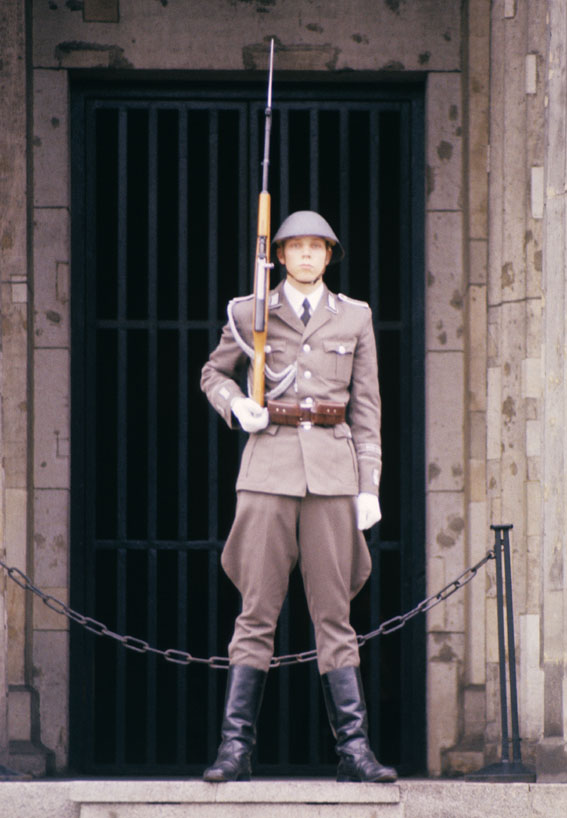
Солдат Национальной народной армии ГДР в карауле

Это статья о фасоне брюк. О генерале, придумавшем этот фасон, см. Галифе, Гастон
Галифе́ (от фр. Galliffet) — брюки, облегающие голени и сильно расширяющиеся на бёдрах. Русское название брюкам дано по имени французского генерала Гастона Галифе (1830—1909), который ввёл их для кавалеристов. Позже галифе были заимствованы другими армиями. В 1980-х годах галифе вошли в женскую моду, а в 2000-х — в мужскую.
На самом деле только в русском языке эти брюки называются по имени генерала Галифе. По-французски они называются просто culotte bouffante (брюки с напуском).